# Retais träsk
Retais träsk är en sjö i Finland. Den ligger i Pargas stad i landskapet Egentliga Finland, i den sydvästra delen av landet, 180 km väster om huvudstaden Helsingfors. Retais träsk ligger 18 meter över havet. Arean är 27,1 hektar och strandlinjen är 3,63 kilometer lång. Sjön  ingår i Södra Skärgårdshavets avrinningsområde.   Den ligger på ön Kyrklandet i Korpo. I omgivningarna runt Retais träsk växer i huvudsak barrskog.